# Max Baer, Jr.
Maximilian Adalbert Baer, Jr. (4 de diciembre de 1937) es un actor, escritor, director y productor estadounidense. Baer es más conocido por interpretar a "Jethro Bodine" en la serie The Beverly Hillbillies y en enero de 2015, tras la muerte de Donna Douglas, Baer se convirtió en el último miembro sobreviviente del elenco del programa.

## Biografía
Maximilian Adalbert Baer nació en Oakland, California el 4 de diciembre de 1937. El hijo del campeón de boxeo Max Baer y de Mary Ellen Sullivan. Su padre era de ascendencia judía y escocés-irlandés. Sus hermanos son James Manny Baer (1941-2009) y Maude Baer (1943-). Su tío era el boxeador y actor Buddy Baer. 
Asistió al Christian Brothers High School en Sacramento. 
Baer obtuvo una licenciatura en administración de empresas en la Santa Clara University, con una especialización en filosofía. 
El primer papel de Baer fue en Goldilocks and the Three Bears en el Blackpool Pavilion en Inglaterra, 1949. Él comenzó a actuar profesionalmente en 1960 en Warner Bros, donde hizo apariciones en programas como Intriga en Hawái, Maverick,  Surfside 6,  Cheyenne, The Roaring 20s, y 77 Sunset Strip. Su carrera despegó dos años más tarde, cuando se unió al elenco de The Beverly Hillbillies, junto a Buddy Ebsen, Irene Ryan, Donna Douglas, Raymond Bailey, Nancy Kulp, Louis Nye, Harriet E. MacGibbon, entre otros.